# Verwaltungsgemeinschaft Vierkirchen
Die Verwaltungsgemeinschaft Vierkirchen im oberbayerischen Landkreis Dachau wurde im Zuge der Gemeindegebietsreform am 1. Mai 1978 gegründet und zum 1. Januar 1980 bereits wieder aufgelöst.
Ihr gehörten die Gemeinden Vierkirchen und Weichs an.
Sitz der Verwaltungsgemeinschaft war Vierkirchen.